# Potok za Tokarnią
Potok za Tokarnią (słow. Babí potok) – potok płynący Doliną za Tokarnią w słowackich Tatrach Bielskich. Dla jego górnej części Witold Henryk Paryski podaje nazwę Babi Potok, Słowacy dla całego potoku podają nazwę Babí potok (dawniej także Babilovsky potok).
Potok wypływa w Kurzej Dolince na północnych stokach Bujaczego Wierchu. Spływa początkowo w kierunku północnym, w środkowej części Doliny za Tokarnią (poniżej Babiej Polanki) zmienia kierunek na wschodni. W Kotlinach uchodzi do Bielskiego Potoku jako jego prawy dopływ. Następuje to na wysokości około 790 m, w odległości około 300 m na północ od leśniczówki Kardolina przy Drodze Wolności.
Nazwa potoku pochodzi od wznoszącego się w jego orograficznie lewych zboczach szczytu Tokarnia. 